# Seth Wescott
Seth Wescott (Durham (North Carolina), 28 juni 1976) is een Amerikaans snowboarder, die zich specialiseert in het onderdeel snowboardcross.

## Carrière
Wescott begon op 8-jarige leeftijd met skiën en ontdekte twee jaar later het snowboarden. Sinds 1989 richt hij zich enkel nog op het snowboarden.
In 2005 behaalde hij zijn eerst grote overwinning door de wereldkampioenschappen snowboardcross in Whistler Blackcomb op zijn naam te schrijven. Bij de Olympische Winterspelen van 2006 in Turijn werd hij de eerste persoon die olympisch goud veroverde op het debuutonderdeel snowboardcross. Bij de Olympische Winterspelen van 2010 wist hij wederom de gouden medaille te winnen.

## Resultaten

### Olympische Spelen
| Jaar | Plaats    | Resultaten     |
| ---- | --------- | -------------- |
| 2006 | Turijn    | Snowboardcross |
| 2010 | Vancouver | Snowboardcross |

### Wereldkampioenschappen
| Jaar | Plaats      | Resultaten                    |
| ---- | ----------- | ----------------------------- |
| 2003 | Kreischberg | Snowboardcross · 10e Halfpipe |
| 2005 | Whistler    | Snowboardcross                |
| 2007 | Arosa       | Snowboardcross                |
| 2009 | Gangwon     | 5e Snowboardcross             |
| 2011 | La Molina   | Snowboardcross                |
| 2013 | Stoneham    | 25e Snowboardcross            |

### Wereldbeker
Eindklasseringen
| Seizoen   | Algm | SBX    | HP  |
| --------- | ---- | ------ | --- |
| 1999/2000 | 65e  | 71e    | 19e |
| 2000/2001 | 77e  | 32e    | 56e |
| 2001/2002 | 30e  | 46e    | 30e |
| 2002/2003 | 8e   | 21e    | 21e |
| 2003/2004 | 4e   | 10e    | 46e |
| 2004/2005 | -    | 10e    | -   |
| 2005/2006 | 22e  | 6e     | -   |
| 2006/2007 | 109e | 23e    | -   |
| 2007/2008 | 95e  | 28e    | -   |
| 2008/2009 | 8e   | Zilver | -   |
| 2009/2010 | 48e  | 13e    | -   |
| 2010/2011 | 25e  | 11e    | -   |
| 2011/2012 | -    | 36e    | -   |

Wereldbekerzeges
| Datum            | Plaats    | Onderdeel      |
| ---------------- | --------- | -------------- |
| 20 december 2008 | Arosa     | Snowboardcross |
| 24 maart 2011    | Arosa     | Snowboardcross |
| 14 december 2012 | Telluride | Snowboardcross |